# Alexandrouli

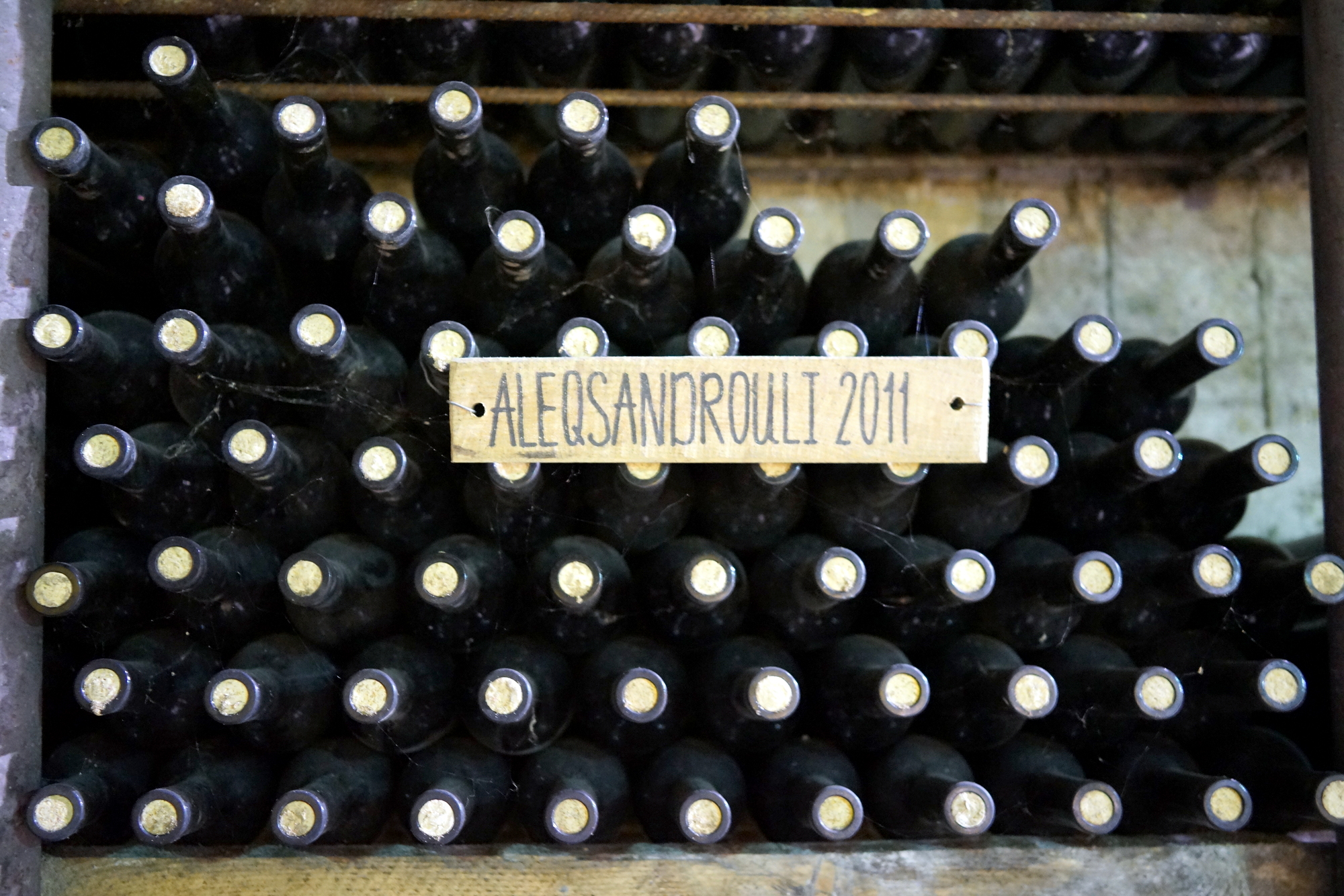
Botellas de vino de Georgia

La alexandrouli es una variedad de uva georgiana para vino tinto.

## Vinos
Es usada en Georgia para producir un vino tinto semidulce conocido como khvanchkara (vino favorito de José Stalin), o para hacer vinos con un cuerpo moderado, semisecos, mezclados (con mujuretuli), con buena acidez y un sabor y aroma a granada.

## Sinónimos
La alexandrouli también es conocida como aleksandroouly, aleksandrouli, aleksandrouli shavi, alexandreouli, alexandroouli, alexandouli, kabistona y kabistoni.